# Albert Stille
Johan Albrecht (Albert) Stille, född 30 mars 1814 i Stockholm, död 26 oktober 1893 i Stockholm, var en svensk instrumentmakare och företagare.
Albert Stille var son till hattmakaremästaren Johan Niclas Stille och Agneta Wising. Han var lärling och gesäll hos Karolinska Institutets instrumentmakare C.F. Ponsbach i Stockholm 1833–1836. Inspektorn vid Karolinska Institutet Anders Retzius hjälpte honom att få ett mångårigt stipendium för fortsatta studier i instrumenttillverkning utomlands. Han utbildade sig i Hannover, Köln, Heidelberg, hos instrumentmakaren Charrière i Paris och i London 1836–1841. 
Han fick burskap i Stockholm som manufakturist i kirurgiska instrument och hade instrumentverkstaden med firma Albert Stille på Karolinska Institutets tomt på Kungsholmen i Stockholm från 1841.
År 1868 blev han invald som ledamot i Svenska Läkaresällskapet. Han utvecklade under årens lopp ett stort antal medicintekniska instrument och apparater och grundade firman Stille AB. År 1880 tog sonen Max Stille över den tekniska ledningen för instrumentfirman. 
Han gifte sig 1846 med Charlotta Christina Axelsson (1823-1892). Han var ledamot av Stockholms stadsfullmäktige 1868-1874.